# Gustav Kraatz

Gustav Kraatz

Ernst Gustav Kraatz (* 13. März 1831 in Berlin; † 2. November 1909 ebenda) war ein deutscher Entomologe.
Kraatz besuchte das Köllnische Realgymnasium und das Gymnasium zum Grauen Kloster zu Berlin, ehe er zuerst die Rechte studierte, aber bald darauf zur Zoologie wechselte. 1856 wurde er in Jena mit einer koleopterologischen Arbeit promoviert. Nach mehreren Studienreisen ins Ausland wurde er Mitarbeiter an der Naturgeschichte der Insecten Deutschlands. Er forschte vor allem über Coleoptera (Käfer) und brachte es auf rund 1400 Publikationen. Außerdem war er Professor an der Universität Berlin.
1856 gründete Kraatz den Berliner Entomologischen Verein, 1881 innerhalb dieses Vereins die Deutsche Entomologische Gesellschaft, deren langjähriger Vorsitzender er war, und 1886 das Deutsche Entomologische Nationalmuseum.
Seine Sammlung befindet sich im Senckenberg Deutschen Entomologischen Institut.

## Werke
- Naturgeschichte der Insecten Deutschlands. Abt. 1. Coleoptera. Zweiter Band. Verlag der Nicolaischen Buchhandlung, Berlin 1856–1857
- Verzeichniss der Käfer Deutschlands, Nicolai’sche Verlagsbuchhandlung, Berlin 1869 (Digitalisat)